# Ali Tamposi
Alexandra Tamposi, detta Ali (West Palm Beach, 17 novembre 1989), è una paroliera e cantautrice statunitense.

## Biografia
Originaria di West Palm Beach, nel corso degli anni ha scritto brani per artisti come i 5 Seconds of Summer, Beyoncé, BTS, Camila Cabello, Cardi B, Demi Lovato, Kelly Clarkson, Miley Cyrus, Selena Gomez e Ozzy Osbourne. Nell'ambito dei Grammy Award What Doesn't Kill You (Stronger), brano da lei scritto, ha ottenuto una candidatura come Canzone dell'anno e nel 2019 ha vinto il premio BMI alla cantautrice dell'anno.

## Discografia

### Collaborazioni
- 2014 – Love Again (Cedric Gervais feat. Ali Tamposi)

## Autrice per altri artisti
- 2008 – Beyoncé – Save the Hero
- 2011 – Kelly Clarkson – What Doesn't Kill You (Stronger)
- 2012 – Cher Lloyd – Riot!
- 2012 – Christina Aguilera – Around the World
- 2012 – Christina Aguilera – Empty Words
- 2013 – Demi Lovato – Never Been Hurt
- 2013 – Quadron – Hey Love
- 2013 – Ciara – Overdose
- 2014 – Lea Michele – On My Way
- 2014 – One Direction – Where Do Broken Hearts Go
- 2015 – Ciara – One Woman Army
- 2015 – Wrabel – I Want You
- 2015 – Bea Miller – This Is Not an Apology
- 2015 – Max Frost – Let Me Down Easy
- 2015 – Katharine McPhee – Stranger than Fiction
- 2016 – Brooke Candy – Happy Days
- 2016 – Against the Current – In Our Bones
- 2016 – Vic Mensa – 16 Shots
- 2016 – DJ Snake (feat. Justin Bieber) – Let Me Love You
- 2017 – Kygo e Selena Gomez – It Ain't Me
- 2017 – Betty Who – Wanna Be
- 2017 – Lea Michele – Run To You
- 2017 – Lea Michele – Getaway Car
- 2017 – Lea Michele – Hey You
- 2017 – Nickelback – After the Rain
- 2017 – Camila Cabello (feat. Young Thug) – Havana
- 2017 – Avicii (feat. Rita Ora) – Lonely Together
- 2017 – Bebe Rexha (feat. Kranium) – Comfortable
- 2017 – Hailee Steinfeld e Alesso (feat. Florida Georgia Line & Watt) – Let Me Go
- 2017 – Rita Ora – Anywhere
- 2017 – Selena Gomez e Marshmello – Wolves
- 2017 – Little Mix – Dear Lover
- 2017 – Inna – My Dreams
- 2018 – Liam Payne e Rita Ora – For You
- 2018 – Cardi B – Thru Your Phone
- 2018 – 5 Seconds of Summer – Youngblood
- 2018 – Rita Ora (feat. Cardi B, Bebe Rexha & Charli XCX) – Girls
- 2018 – BTS – Airplane Pt. 2
- 2018 – 5 Seconds of Summer – Lie to Me
- 2018 – 5 Seconds of Summer – Better Man
- 2018 – BTS – Idol
- 2019 – John the Blind – Hallelujah
- 2019 – 5 Seconds of Summer – Easier
- 2019 – The Chainsmokers e Bebe Rexha – Call You Mine
- 2019 – Shawn Mendes e Camila Cabello – Señorita
- 2019 – Charli XCX – White Mercedes
- 2019 – Charlotte Lawrence – Navy Blue
- 2019 – Gryffin e Carly Rae Jepsen – OMG
- 2019 – Louis the Child (feat. Wrabel) – Too Close
- 2019 – 5 Seconds of Summer – Teeth
- 2019 – Camila Cabello – Shameless
- 2019 – Camila Cabello – Liar
- 2019 – Ozzy Osbourne – Under the Graveyard
- 2019 – Blink-182 – I Really Wish I Hated You
- 2019 – Jake Bugg – Kiss like the Sun
- 2019 – Camila Cabello – Living Proof
- 2020 – Louis Tomlinson – Always You
- 2020 – Selena Gomez – Vulnerable
- 2020 – Ozzy Osbourne – All My Life
- 2020 – Ozzy Osbourne – Goodbye
- 2020 – Ozzy Osbourne – Eat Me
- 2020 – Ozzy Osbourne – Today Is the End
- 2020 – Ozzy Osbourne (feat. Post Malone) – It's a Raid
- 2020 – Ozzy Osbourne – Scary Little Green Men
- 2020 – Ozzy Osbourne – Holy for Tonight
- 2020 – Dua Lipa – Break My Heart
- 2020 – 5 Seconds of Summer – Old Me
- 2020 – 5 Seconds of Summer – No Shame
- 2020 – 5 Seconds of Summer – Best Years
- 2020 – 5 Seconds of Summer – Not in the Same Way
- 2020 – 5 Seconds of Summer – Lover of Mine
- 2020 – 5 Seconds of Summer – Thin White Lies
- 2020 – 5 Seconds of Summer – High
- 2020 – Jonas Brothers (feat. Karol G) – X
- 2020 – James Blake – Are You Even Real?
- 2020 – Kiiara – I Still Do
- 2020 – Charlotte Lawrence – Slow Motion
- 2020 – Sam Smith – Just Kids
- 2020 – Alesso e Charlotte Lawrence – The End
- 2020 – Faouzia e John Legend – Minefields
- 2020 – Miley Cyrus – Midnight Sky
- 2020 – Miley Cyrus – WTF Do I Know
- 2020 – Miley Cyrus – Plastic Hearts
- 2020 – Miley Cyrus – Angels like You
- 2020 – Miley Cyrus (feat. Dua Lipa) – Prisoner
- 2020 – Miley Cyrus – Gimme What I Want
- 2020 – Miley Cyrus (feat. Billy Idol) – Night Crawling
- 2020 – Miley Cyrus – Hate Me
- 2021 – Sophia Messa – Not That Kind of Love
- 2021 – Justin Bieber – Hold On
- 2021 – Justin Bieber – Deserve You
- 2021 – Justin Bieber (feat. Dominic Fike) – Die for You
- 2021 – Justin Bieber – I Can't Be Myself
- 2021 – Justin Bieber – Hailey
- 2021 – Jake Bugg – About Last Night
- 2021 – OneRepublic – Forgot About You
- 2021 – James Blake – Foot Forward
- 2021 – James Blake – Lost Angel Nights
- 2021 – Elton John, Young Thug e Nicki Minaj – Always Love You
- 2021 – FKA twigs (feat. The Weeknd) – Tears in the Club
- 2022 – Sofia Carson – It's Only Love, Nobody Dies
- 2022 – Ozzy Osbourne – Patient Number 9
- 2022 – Ozzy Osbourne – Immortal
- 2022 – Ozzy Osbourne – Parasite
- 2022 – Ozzy Osbourne – No Escape from Now
- 2022 – Ozzy Osbourne – One of Those Days
- 2022 – Ozzy Osbourne – A Thousand Shades
- 2022 – Ozzy Osbourne – Mr. Darkness
- 2022 – Ozzy Osbourne – Nothing Feels Right
- 2022 – Ozzy Osbourne – Evil Shuffle
- 2022 – Ozzy Osbourne – Dead and Gone
- 2022 – Ozzy Osbourne – God Only Knows

## Riconoscimenti
- BMI Pop Awards
  - 2013 – Most-Performed Song per What Doesn't Kill You (Stronger)[4]
  - 2018 – Most-Performed Song per It Ain't Me[5]
  - 2018 – Most-Performed Song per Let Me Love You[5]
  - 2019 – Cantautrice dell'anno[1]
  - 2019 – Most-Performed Song per Havana[6]
  - 2019 – Most-Performed Song per Let Me Go[6]
  - 2019 – Most-Performed Song per Wolves[6]
  - 2019 – Most-Performed Song per Youngblood[6]
  - 2020 – Most-Performed Song per Easier[7]
  - 2020 – Most-Performed Song per Señorita[7]
  - 2021 – Most-Performed Song per Break My Heart[8]
  - 2022 – Most-Performed Song per Midnight Sky[9]